# Rothschild
Družina Rothschild je bogata družina nemško-judovskega porekla, znana predvsem zaradi bančništva.
Ime dobesedno pomeni rdeč ščit. V Frankfurtski »Judovski ulici«, kjer je družina sprva živela, hiše niso imele hišnih številk, temveč različne »ščite« oz. znake nad hišnimi vrati. Njihova hiša se je imenovala »pri rdečem ščitu«. Od tod tudi izvor imena dinastije. 
Vzpon Rothschildov se je začel z Mayerjem Amschlom Rothschildom (rojen v Frankfurtu na Majni leta 1744), sinom Amschla Mosesa Rothschilda. Odraščal je v frankfurtskem getu (»Judengasse« - ulica židov) in se ukvarjal s trgovino ter menjavo denarja. Poročil se je z Guttle Schnapper in skupaj sta imela 10 otrok, od tega 5 sinov:
1. Schönche Jeannette Rothschild
2. Amschel »Anselm« Mayer
3. Salomon Mayer
4. Nathan Mayer
5. Isabella Rothschild
6. Babette Rothschild
7. Calmann »Carl« Mayer
8. Julie Rothschild
9. Henriette (»Jette«)
10. Jacob »James« Mayer

Sinove je Mayer Amschel Rothschild odposlal v različna mesta Evrope. Amschel Mayer Rothschild, najstarejši sin, je ostal v Frankfurtu na Majni. Salomon je odšel na Dunaj, Nathan v London, Calmann v Neapelj in Jakob v Pariz. Nastale so (še danes delujoče) bančne družine Rothschild Avstrije, Velike Britanije, Italije in Francije.